# Blake Edwards
Pour les articles homonymes, voir Edwards.
Blake Edwards, de son vrai nom William Blake Crump, est un acteur, producteur, réalisateur et scénariste américain, né le 26 juillet 1922 à Tulsa (Oklahoma) et mort le 15 décembre 2010 à Santa Monica (Californie),.
Il est surtout connu comme réalisateur de Diamants sur canapé, La Party, Victor Victoria et de la série des Panthère rose mettant en vedette Peter Sellers : La Panthère rose, Le Retour de la panthère rose, Quand la panthère rose s'emmêle…
En 2004, il a reçu un Oscar d'honneur pour l'ensemble de sa carrière.

## Biographie

### Jeunesse
Né William Blake Crump à Tulsa, en Oklahoma, il est le fils de Donald et Lillian (Grommett) Crump (1897-1992). Son père aurait quitté la famille avant sa naissance. Sa mère s'est remariée à Jack McEdwards, qui est devenu son beau-père. McEdwards était le fils de J. Gordon Edwards, réalisateur de films muets. En 1925, McEdwards déménage avec sa famille à Los Angeles et devient producteur de films. Dans une interview accordée à Village Voice en 1971, Blake Edwards déclarait qu'il s'était « toujours senti éloigné, séparé, de [son] propre père, Jack McEdwards ».
Après le collège et le lycée à Los Angeles, il commence à travailler en tant qu'acteur durant la Seconde Guerre mondiale. Il sert par la suite dans les garde-côtes, période durant laquelle il se blesse gravement au dos.

### Carrière
Après quelques seconds rôles au début des années 1940, Blake Edwards fait ses armes à la télévision : création du Mickey Rooney Show avec la complicité de Richard Quine, mais aussi des séries Mr Lucky et Peter Gunn Détective (1958). Après avoir écrit les scénarios de The Atomic Kid (1954) et My Sister Eileen (1955), il réalise son premier long métrage, Bring Your Smile Along en 1955.
Sorti en 1959, Opération Jupons (Operation Petticoat) avec Tony Curtis et Cary Grant est son premier film à gros budget et fait de lui un réalisateur remarqué. C'est en 1961 avec Diamants sur canapé (Breakfast at Tiffany's), adapté du roman de Truman Capote, que Blake Edwards est reconnu par les critiques. S'ensuit une période faste, entre collaborations avec Peter Sellers (The Party, la série des Panthère Rose), comédies scabreuses (Elle, S.O.B., Un sacré bordel) mais aussi western (Deux Hommes dans l'Ouest) ou encore thriller (Allô, brigade spéciale).
Les relations de Blake Edwards avec Hollywood ont été émaillées de conflits parfois violents. Dans quelques-uns de ses films les plus célèbres (The Party, S.O.B., Ten ou Sunset), le cinéaste dépeint la « Mecque du cinéma » avec ironie, voire amertume, dressant un portrait peu flatteur où dépravation et cynisme font bon ménage.

### Vie privée
Blake Edwards a été marié avec l'actrice Patricia Walker de 1953 à 1967, avant d'épouser, le 12 novembre 1969, l'actrice Julie Andrews rencontrée sur le tournage de Darling Lili.
Dans le documentaire I Remember Me (2000), Blake Edwards parle de son combat contre le syndrome de fatigue chronique.

## Style de Blake Edwards
Jacques Lourcelles caractérise le style de Blake Edwards ainsi : 

« élégance naturelle de la forme, humour insidieux et caustique, direction d'acteurs subtile et maîtrisée, sens aigu de la description sociale. »

Dans les années 1960-1970, à part Woody Allen, Edwards serait « le seul grand auteur de comédies du cinéma américain ».
Dans la série des Panthères roses, Blake Edwards mélange la comédie de situation, le dessin animé, le vaudeville et « le non-sens le plus délirant ». Il porte une attention particulière aux dialogues dont l'humour possède une « absurdité très soignée ».
Lourcelles considère que le chef-d'œuvre de Blake Edwards est La Party qu'il juge, en 1992, comme la comédie la plus réussie et la plus drôle des vingt dernières années. Dans ce film, Edwards revient aux sources du cinéma muet avec une succession de catastrophes et de maladresses de plus en plus gigantesques mises en relief par sa mise en scène raffinée dans un unique décor clos.

## Filmographie

### En tant que réalisateur

#### Cinéma
- 1955 : Bring Your Smile Along
- 1956 : Rira bien (He Laughed Last)
- 1957 : L'Extravagant Monsieur Cory (Mister Cory)
- 1958 : Le Démon de midi (This Happy Feeling)
- 1958 : Vacances à Paris (The Perfect Furlough)
- 1959 : Opération Jupons (Operation Petticoat)
- 1960 : Une seconde jeunesse (High Time)
- 1961 : Diamants sur canapé (Breakfast at Tiffany's)
- 1962 : Allô, brigade spéciale (Experiment in Terror)
- 1962 : Le Jour du vin et des roses (Days of Wine and Roses)
- 1963 : La Panthère rose (The Pink Panther)
- 1964 : Quand l'inspecteur s'emmêle (A Shot in the Dark)
- 1965 : La Grande Course autour du monde (The Great Race)
- 1966 : Qu'as-tu fait à la guerre, papa ? (What Did You Do in the War, Daddy?)
- 1967 : Peter Gunn, détective spécial (Gunn)
- 1968 : La Party (The Party)
- 1970 : Darling Lili
- 1971 : Deux Hommes dans l'Ouest (Wild Rovers)
- 1972 : Opération clandestine (The Carey Treatment)
- 1973 : Top Secret (The Tamarin Seed)
- 1975 : Le Retour de la panthère rose (The Return of the Pink Panther)
- 1976 : Quand la panthère rose s'emmêle (The Pink Panther Strikes again)
- 1978 : La Malédiction de la panthère rose (Revenge of the Pink Panther)
- 1979 : Elle (Ten)
- 1981 : S.O.B.
- 1982 : Victor Victoria
- 1982 : À la recherche de la panthère rose (Trail of the Pink Panther)
- 1983 : L'Héritier de la panthère rose (Curse of The Pink Panther)
- 1984 : L'Homme à femmes (The Man who loved Women)
- 1984 : Micki et Maude (Micki and Maude)
- 1986 : Un sacré bordel (A Fine Mess)
- 1986 : That's Life
- 1987 : Boire et Déboires (Blind Date)
- 1988 : Meurtre à Hollywood (Sunset)
- 1988 : L'amour est une grande aventure (Skin Deep)
- 1991 : Dans la peau d'une blonde (Switch)
- 1993 : Le Fils de la panthère rose (Son of the Pink Panther)

#### Télévision
- 1953-1954 : Four Star Playhouse (série télévisée)
- 1958-1959 : Peter Gunn (série télévisée)
- 1962 : The Dick Powell Show (en) (série télévisée)
- 1989 : Peter Gunn (téléfilm)
- 1992 : Julie (série télévisée)
- 1995 : Victor Victoria (téléfilm)

### En tant qu'acteur

#### Cinéma
- 1944 : See Here, Private Hargrove de Wesley Ruggles
- 1944 : Marshal of Reno (en) de Wallace Grissell : Lee
- 1944 : She's a Sweetheart (en) : un soldat
- 1946 : Strangler of the Swamp (en) : Christian Sanders Jr.
- 1946 : Tokyo Rose : Joe Bridger
- 1946 : L'Emprise du crime : le marin (non crédité)
- 1946 : Jusqu'à la fin des temps (Till the End of Time) : Hal
- 1948 : Le Justicier de la Sierra (Panhandle) : Floyd Schofield
- 1948 : Le dernier round (en) (Leather Gloves) : Vince Reedy